# Barrage de Badouch
Le barrage de Badouch est un barrage inachevé situé en Irak, sur le Tigre, au nord-ouest de Mossoul, en amont de la localité de Badouch, et en aval du barrage de Mossoul.

## Histoire
Le ministère irakien de l'Irrigation (en) débuta sa construction en 1988, les sanctions économiques mises en place par l'ONU à la suite de l'invasion du Koweït par les troupes irakiennes en août 1990, auront raison du chantier qui stoppe en 1991, alors que seulement 40 % du projet a été réalisé.